# Thallophaga hyperborea
Thallophaga hyperborea är en fjärilsart som beskrevs av George Duryea Hulst 1900. Thallophaga hyperborea ingår i släktet Thallophaga och familjen mätare. Inga underarter finns listade i Catalogue of Life.